# 2011-es öttusa-világbajnokság
A 2011-es öttusa-világbajnokságot, amely az 51. volt, az oroszországi Moszkvában rendezték 2011. szeptember 8. és 14. között.

## Eseménynaptár
| ● | Selejtezők | ● | Döntők |

| szeptember   | 8 | 9 | 10 | 11 | 12 | 13 | 14 |
| ------------ | - | - | -- | -- | -- | -- | -- |
| férfi egyéni |   | ● |    | 1  |    |    |    |
| Női egyéni   | ● |   | 1  |    |    |    |    |
| férfi csapat |   |   |    | 1  |    |    |    |
| Női csapat   |   |   | 1  |    |    |    |    |
| vegyes váltó |   |   |    |    | 1  |    |    |
| Férfi váltó  |   |   |    |    |    |    | 1  |
| Női váltó    |   |   |    |    |    | 1  |    |

## A magyar versenyzők eredményei
| Versenyző      | selejtező | Egyéni | Csapat | Vegyes váltó | Váltó |
| -------------- | --------- | ------ | ------ | ------------ | ----- |
| Demeter Bence  | C10.      | 6.     | Ezüst  | 10.          |       |
| Kasza Róbert   | A6.       | 5.     | Ezüst  |              | Arany |
| Marosi Ádám    | C9.       | Bronz  | Ezüst  |              | Arany |
| Tibolya Péter  | B2.       | 10.    |        |              | Arany |
| Tóth Adrienn   | B2.       | 26.    | Ezüst  |              | Arany |
| Kovács Sarolta | A8.       | Ezüst  | Ezüst  |              | Arany |
| Gyenesei Leila | A1.       | 17.    | Ezüst  |              | Arany |
| Cseh Krisztina | B21.      |        |        | 10.          |       |

## Eredmények

### Férfiak
| Versenyszám | Arany                                                            | Arany  | Ezüst                                                     | Ezüst  | Bronz                                                                   | Bronz  |
| ----------- | ---------------------------------------------------------------- | ------ | --------------------------------------------------------- | ------ | ----------------------------------------------------------------------- | ------ |
| Egyéni      | Andrej Moiszejev · Oroszország                                   | 5964   | Alekszand Leszun · Oroszország                            | 5944   | Marosi Ádám · Magyarország                                              | 5924   |
| Csapat      | Oroszország · Ilja Frolov · Alekszandr Leszun · Szergej Karjakin | 17 588 | Magyarország · Marosi Ádám · Demeter Bence · Kasza Róbert | 17 560 | Olaszország · Ricardo de Luca · Auro Franceschini · Nicola Benedetti    | 16 956 |
| Váltó       | Magyarország · Marosi Ádám · Tibolya Péter · Kasza Róbert        | 6536   | Dél-Korea · Choon-Huan Lee · Jin-Woo Hong · Woojin Hwang  | 6492   | Ukrajna · Pavlo Kirpuljanszkij · Pavlo Timosenko · Olekszandr Mordaszov | 6456   |

### Nők
| Versenyszám | Arany                                                         | Arany  | Ezüst                                                         | Ezüst  | Bronz                                                                             | Bronz  |
| ----------- | ------------------------------------------------------------- | ------ | ------------------------------------------------------------- | ------ | --------------------------------------------------------------------------------- | ------ |
| Egyéni      | Viktorija Terescsuk · Ukrajna                                 | 5544   | Kovács Sarolta · Magyarország                                 | 5512   | Laura Asadauskaite · Litvánia                                                     | 5504   |
| Csapat      | Németország · Lena Schöneborn · Annika Schleu · Eva Trautmann | 16 044 | Magyarország · Gyenesei Leila · Kovács Sarolta · Tóth Adrienn | 15 928 | Oroszország · Jevdokija Grecsisnyikova · Julija Kolegova · Jekatyerina Huraszkina | 15 788 |
| Váltó       | Magyarország · Gyenesei Leila · Kovács Sarolta · Tóth Adrienn | 5726   | Németország · Lena Schöneborn · Annika Schleu · Eva Trautmann | 5620   | Ukrajna · Viktorija Terescsuk · Hanna Burjak · Natalija Levcsenko                 | 15 788 |

### Vegyes
| Versenyszám | Arany                                                 | Arany | Ezüst                                                     | Ezüst | Bronz                                             | Bronz |
| ----------- | ----------------------------------------------------- | ----- | --------------------------------------------------------- | ----- | ------------------------------------------------- | ----- |
| Váltó       | Ukrajna · Viktorija Terescsuk · Dmitro Kirpuljanszkij | 6212  | Oroszország · Jevdokija Grecsisnyikova · Szergej Karjakin | 6148  | Litvánia · Laura Asadauskaitė · Justinas Kinderis | 6098  |

## Éremtáblázat
Magyarország eltérő háttérszínnel kiemelve.
|          | Nemzet       | Arany | Ezüst | Bronz | Összesen |
| 1.       | Magyarország | 2     | 3     | 1     | 6        |
| 2.       | Oroszország  | 2     | 2     | 1     | 5        |
| 3.       | Ukrajna      | 2     | 0     | 2     | 4        |
| 4.       | Németország  | 1     | 1     | 0     | 2        |
| 5.       | Dél-Korea    | 0     | 1     | 0     | 1        |
| 6.       | Litvánia     | 0     | 0     | 2     | 2        |
| 7.       | Olaszország  | 0     | 0     | 1     | 1        |
| Összesen | Összesen     | 7     | 7     | 7     | 21       |